# خوزه کرونادو
خوزه کُرونادو (اسپانیایی: José Coronado‎؛ زادهٔ ۱۴ اوت ۱۹۵۷) بازیگر اهل اسپانیا است.
از فیلم‌ها یا برنامه‌های تلویزیونی که وی در آن نقش داشته است، می‌توان به خانواده بی‌نقص، نابکاران آسوده نخواهند ماند، متهم، تاج شکسته، کارلوس، پادشاه امپراتور، داستان‌های ناگفتنی، بی‌گناه، چشم غیرمسلح، این به نفع خود شماست، آدم‌ربایی و آخرین روزها اشاره کرد.